# A Collection of Songs Written and Recorded 1995–1997
A Collection of Songs Written and Recorded 1995–1997 är debutalbumet till den amerikanska indierock-gruppen Bright Eyes. Albumet består för det mesta av sång och gitarrspel av Conor Oberst. Albumet lanserades av Saddle Creek Records 1998.

## Låtlista
1. "The Invisible Gardener" – 2:24
2. "Patient Hope in New Snow" – 4:07
3. "Saturday as Usual" – 3:38
4. "Falling Out of Love at This Volume" – 2:17
5. "Exaltation on a Cool Kitchen Floor" – 2:26
6. "The Awful Sweetness of Escaping Sweat" – 4:05
7. "Puella Quam Amo Est Pulchra" – 3:11
8. "Driving Fast Through a Big City at Night" – 2:11
9. "How Many Lights Do You See?" – 3:31
10. "I Watched You Taking Off" – 3:57
11. "A Celebration Upon Completion" – 4:15
12. "Emily, Sing Something Sweet" – 3:01
13. "All of the Truth" – 3:44
14. "One Straw (Please)" – 2:49
15. "Lila" – 2:51
16. "A Few Minutes on Friday" – 4:08
17. "Supriya" – 2:29
18. "Solid Jackson" – 4:31
19. "Feb. 15th" – 4:06
20. "The 'Feel Good' Revolution" – 3:31

(Alla låtar skrivna av Conor Oberst)

## Medverkande
- Conor Oberst – sång, gitarr, keyboard, percussion

Bidragande musiker
- Ted Stevens – trummor (på "The Awful Sweetness of Escaping Sweat")
- Todd Fink – trummor (på "I Watched You Taking Off")
- M. Bowen – trummor (på "One Straw (Please)")
- Neely Jenkins – bakgrundssång (på "Feb. 15th")
- Matthew Oberst, Sr. – gitarr (på "The 'Feel Good' Revolution")